# ファミっ子大作戦
『ファミっ子大作戦』（ファミっこだいさくせん）は、テレビ東京系列局で放送されていたアルファ放送制作製作のテレビゲーム情報番組（ゲーム番組）である。テレビ東京では1986年5月11日から1988年3月25日まで放送。ゲーム番組の元祖といえる。
番組の終了後、替わって『ファミっ子大集合』がスタートした。

## 放送時間
| 期間       | 期間       | 放送時間（日本時間）         |
| ---------- | ---------- | ---------------------------- |
| 1986.05.11 | 1986.12.28 | 日曜日 6:30 - 7:00（30分）   |
| 1987.01.10 | 1987.03.28 | 土曜日 19:00 - 19:30（30分） |
| 1987.04.03 | 1988.03.25 | 金曜日 19:00 - 19:30（30分） |

出典：朝日新聞縮刷版1986年5月号～1988年3月号
テレビ大阪でも当時平日夕方4時にあった子供番組枠「あつまれ！テレビっ子」で、毎週金曜日16:00〜16:30に放送されていた。
出典：産経新聞関西版1986年7月11日付朝刊テレビ欄20頁

## 出演者

### メイン司会
- 青山孝
- 志賀正浩
- 橋本真司
- 山田昭子
- 藤森涼子
- 清水由貴子

志賀と清水は、後番組のファミっ子大集合で引き続き司会を担当。清水降板後は、山田が再復帰する。

### アシスタント
- 土井真理子
- 財満扶美子
- 佐波亜砂子
- 武内弓子
- 村田佳寿子
- 川島秀美
- 飯田法子
- 広瀬恵美

## コーナー
- ハイスコアチャレンジ
- 最新ソフト情報
- 今週のファミコンソフトベスト10（協力：ビックカメラ）